# Francesc Albó i Martí
Francesc Albó i Martí (Barcelona, 21 d'abril de 1874 - Puigcerdà, 1918) fou un polític i advocat català, diputat a les Corts Espanyoles durant la restauració borbònica
Fill de Ramon Albó i Calvaria de Castanyet i de Dolors Martí i Nogués de Barcelona. Germà de Ramon Albó i Martí. S'inicià en política en el carlisme, però a començaments del segle xx, arran de la seva participació en el Primer Congrés Internacional de la Llengua Catalana es decantà directament pel catalanisme i formà part de la Lliga Regionalista, amb la que fou escollit regidor de l'ajuntament de Barcelona el 1901. Després fou elegit diputat per Olot a les eleccions generals espanyoles de 1903 i a les de 1905, i durant aquest període fou el portaveu del seu partit a les Corts Espanyoles. Fou un dels impulsors de la Solidaritat Catalana, tot i que no fou elegit diputat el 1907. Va escriure diverses obres històriques i jurídiques.

## Obres
- La mort del creuhat (1888)
- L'ús de la llengua pròpia considerat com un dret, Barcelona, (1906)[4]